# Bogdán József (katolikus pap)
Bogdán József (Zenta, 1956. január 12. – 2023. július 2.) cigány származású, magyar nemzetiségű vajdasági katolikus pap, torontáltordai plébános, szentszéki bíró, történészeti ügyvezető. Irodalommal is foglalkozott, tizenegy verseskötete, egy verses irodalmi dokumentumkötete és két szociográfiai munkája jelent meg. Poliglott.

## Élete
Mostoha gyermekkora volt, miután édesanyja négyéves korában, 27 évesen meghalt, iszákos apja nem törődött velük, két testvérével durva, analfabéta és ateista nevelőszülőkhöz került, akik 1970-ben elküldték őket maguktól.
Az általános iskolát Magyarkanizsán és Nagybecskereken végezte, majd a szabadkai Szent Pál Gimnáziumban érettségizett. 1983-ban szerzett teológiai és filozófiai diplomát a horvátországi Diakováron, abban az évben szentelték pappá is. Attól kezdve a Nagybecskereki Egyházmegye tagja volt.
Ezüstmiséjét 2008. június 29-én a Szent György-templomban, Törökkanizsán mondta. 2010-től torontáltordai plébános volt.
2006-ban XVI. Benedek pápa a pápai kápolna lelkészeinek sorába iktatta. Ugyanebben az évben Gyulay Endre szeged-csanádi püspök a Szeged-Csanádi Székeskáptalan tiszteletbeli kanonoki címét adományozta neki. Egyetlen élő rokonai akit jegyeznek, a Mohácsi újvárosi lakótelepen élő Bogdán család melyre vagyonát hagyta, amelyről 2025.05.20-án szerzett tudomást a mohácsi család.

## Írói munkássága
1999-től tagja a Magyar Írószövetségnek. Tucatnyi verseskötete és két szociográfiai munkája jelent meg. A Kosztolányi család közelében címmel verses irodalmi dokumentumkötete került kiadásra 2004-ben, majd másodszor 2012-ben.

### Verseskötetei
- Ablakok, 1989
- Billegések, 1992
- Szívzörejek, 1994
- Szeder indája. Gyermekversek; Forum, Újvidék, 1998
- Isten ékszerei, 2000
- A Kosztolányi család közelében; Grafoprodukt, Szabadka, 2004
- Fohász a déli végeken. Versek 1980–2005; Agapé, Novi Sad, 2006
- Remegés, 2006
- Latice, trn (Szirmok és tövisek); horvátra ford. Draginja Ramadanski; Biblioteka "Branislav Nušić", Novi Kneževac [Törökkanizsa], 2009
- Szirmok és tövisek, 2010
- Bíborbogár. Válogatott gyermekversek; Forum, Újvidék, 2011
- Másnap. Válogatott versek; Forum, Újvidék, 2011
- Zilált papi imák. Válogatott versek; Unicus Műhely, Budapest, 2013
- A szavak néha kövek. Fehértemplomi képeslapok. Versek; Forum, Újvidék, 2016
- Izzó lávacseppek. Haikuk, tankák és sedokák; Unicus Műhely, Budapest, 2019

### Egyéb könyvei
- A Kosztolányi család közelében, 2004, 2012

## Nyelvtudása
A magyaron kívül lováriul, románul, németül, csehül és szerbül is tudott híveivel beszélni, vallási szolgálatát végezni.

## Díjai, elismerései
- 2000-ben Szenteleky Kornél-díj
- 2012-ben Herceg János Irodalmi Díj
- 2013-ban Magyar Művészetért Alapítvány Ex Libris díja

### Interneten megjelent versei
- Egy falusi pap versei
- Bogdán József haikui
- Bogdán József két verse Archiválva 2007. július 4-i dátummal a Wayback Machine-ben
- Bogdán József: Teréz anya
- Bogdán József: Ha Krisztus, Reggeli ima
- Bogdán József: Egy csúrogi házban
- Bogdán József: Anyám Magyarország